# Derek Sikua
David Derek Sikua (Ngalitavethi, 10 settembre 1959) è un politico salomonese.
È stato primo ministro delle Isole Salomone dal dicembre 2007 all'agosto 2010.